# Niwi
Niwi is het pseudoniem van Nick Willemse een Nederlandse striptekenaar en illustrator.
Tussen 1998 en 2003 publiceerde hij werk in De Stripper. Niwi tekende voor Stichting Teken mijn Verhaal, Stripblad De Lijn en het online kookmagazine Kookjij en tekent momenteel voor Inkooptopper een wekelijkse webcomic over de inkoopwereld. In 2013 verscheen een eerste bundeling van deze stripverhalen.